# Griffithsine

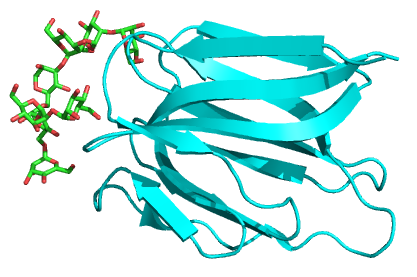
Monomère de griffithsine complexée avec un polysaccharide ramifié de mannose.

La griffithsine est une protéine isolée d'algues rouges du genre Griffithsia. Elle consiste en une chaîne polypeptidique de 121 résidus d'acides aminés présentant un repliement lectine de type jacaline (en). On a montré in vitro que cette protéine est un puissant inhibiteur de fusion, de sorte qu'elle est étudiée pour la prévention de  la transmission du VIH.
La griffithsine est également capable de se lier aux glycoprotéines de nombreux virus, par exemple de coronavirus comme le SARS-CoV, ce qui bloque l'entrée du virus dans la cellule hôte. Elle présente également une activité antivirale contre le virus Ebola.
On a montré qu'il est possible de produire de grandes quantités de griffithsine à partir de feuilles de tabac infectées par un virus de la mosaïque du tabac modifié pour exprimer le gène de cette protéine.